# Ben Murphy

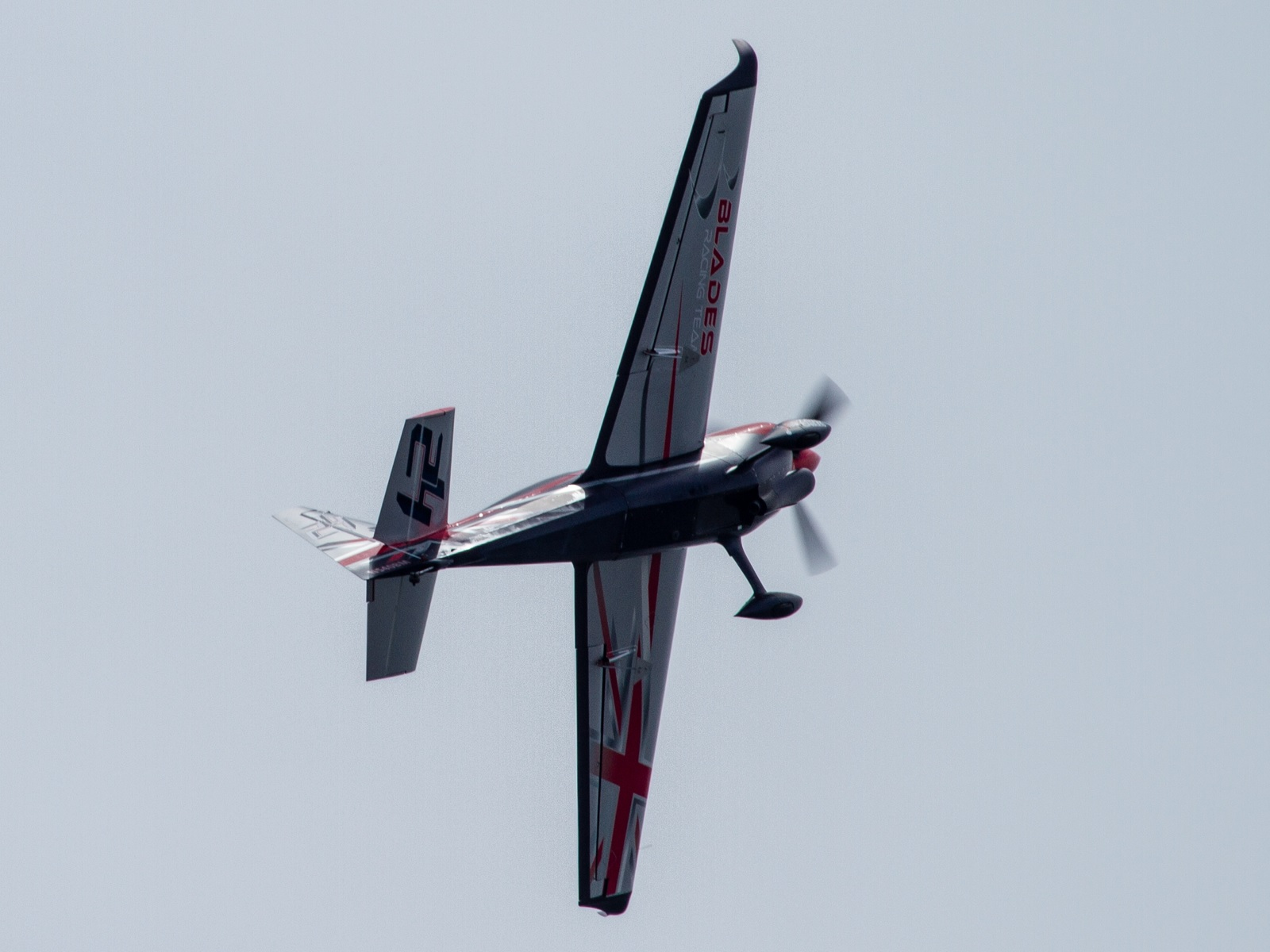
2018 Red Bull Air Race of Chiba - N540BM

Ben Murphy (18 juli 1975) is een Brits piloot in het kunstvliegen. Hij is lid van het Britse kunstvliegteam The Blades. Tevens doet hij vanaf 2016 mee aan de Red Bull Air Race World Series.

## Carrière
Murphy werd in 1997 ingelijfd in de Royal Air Force. In 2006 werd hij piloot van de Red Arrows.
In 2016 stapte Murphy in de Red Bull Air Race World Series in de Challenger Class. In zijn eerste seizoen behaalde hij twee podiumplaatsen in Boedapest (tweede) en op de Lausitzring (derde) en werd zesde in het kampioenschap met twintig punten. In 2017 werd hij twee keer derde in Kazan en op de Indianapolis Motor Speedway en werd zo opnieuw zesde in het kampioenschap met negentien punten.
In 2018 maakt Murphy zijn debuut in de Master Class van het kampioenschap als vervanger van de gestopte Peter Podlunšek.